# Carlos Martínez (mimo)
Carlos Martínez Álvarez (1955- ) es un actor español dedicado al mimo.
Carlos Martínez se ha especializado en el mimo desde 1982 donde ha alcanzado relevancia internacional por sus creaciones artísticas en las que combina un ritmo preciso y una técnica cuidada. 
Ha impartido cursos de pantomima, expresión corporal y teatro en escuelas, institutos y universidades. Su arte sin palabras le ha permitido participar en numerosos eventos internacionales —teatros, convenciones, exposiciones, festivales de artes escénicas, televisiones y conferencias—. Junto a la interpretación en el escenario, Carlos Martínez desarrolla una amplia labor pedagógica impartiendo cursos y seminarios en escuelas de todo el mundo. Ha escrito varios libros.

## Biografía
Carlos Martínez nació en Pravia (Asturias) el 30 de septiembre de 1955. A los 12 años de edad su familia se traslada a Barcelona por cuestiones laborales. Poco después comienza su relación con el teatro integrándose en el grupo de teatro que se formó en su barrio. Estudia mecánica y compagina el trabajo con el estudio escénico. 
En 1980 ingresa en la escuela Taller de Mimo y Teatro Contemporáneo y al año siguiente en la escuela de teatro El Timbal. En 1982 realiza sus primeras actuaciones en solitario ya de mimo, dedicándose en exclusiva a la interpretación.
Va profundizando en la interpretación junto a Manuel Carlos Lillo y Jorge Vera. La especialidad de mimo facilita el desarrollo de las giras internacionales y Carlos Martínez se abre a actuaciones en multitud de países tanto europeos como del resto del mundo.
Realiza espectáculos temáticos muy bien acogidos por la crítica y el público como Mi Biblia y Derechos Humanos. Entre 1997 y 2000 se integra en la compañía Zahorí con la que realiza la obra ...y algunos son más iguales que otros que gira por Inglaterra, España, Francia, Suecia y Suiza.
En 2001 junto al pianista alemán Johannes Nitsch realiza el programa poético PianOmime donde desarrolla una interrelación entre la música y el gesto. Este espectáculo finaliza por la muerte en septiembre de 2002 de Johannes Nitsch tras una intervención quirúrgica.
En octubre de 2002 recibe un galardón de la fundación ecuménica alemana Bibel und Kultur por su trabajo Mi Biblia realizado sobre la base de la Biblia, que se representaría por Alemania y Suiza.
Finalizada la gira de Mi Biblia comienza a trabajar para trasladar la Declaración Universal de los Derechos Humanos al lenguaje del mimo. Derechos Humanos se estrena en el 2004 y comienza la gira europea de dicho espectáculo bajo el patrocinio de Amnistía Internacional actuando en la entrega de premios de Amnistía Internacional en el Deutsches Theater de Berlín. 
En 2004 gana el premio del Festival de Teatro de Almada (Portugal) con su espectáculo Hecho a mano. En el año 2005 crea una obra en donde combina el mimo y la palabra, se trata de Still und Stark. 
Con Tiempo de celebrar conmemora el 25 aniversario de su vida escénica (2007) y al año siguiente, con motivo del 60 aniversario de la Declaración de los Derechos Humanos, representa nuevamente Derechos Humanos. 
En el año 2009 recupera el programa Libros sin palabras para contribuir a la Década de Naciones Unidas para la Alfabetización. Esta representación es una mezcla de relatos conocidos y muy populares con vivencias propias. Libros sin palabras gana el festival Teatro Agosto 2009 de Fundão, Portugal. Ese mismo año publica Desde el camerino, primero en alemán y luego en inglés y castellano.
En el 2012, con motivo de su 30 aniversario actoral, pone en escena Espejismo inspirado por la Década del Agua de Naciones Unidas.
Invitado por el festival suizo "Boswiler Sommer", Carlos Martínez ofreció, en el 2013, su primera actuación conjunta con la concertista francesa Shani Diluka. Este primer evento fue el comienzo del programa titulado "Klassisch!" (2015).
En el 2015, a petición de la Cruz Roja Suiza, Carlos Martínez puso en escena los siete principios fundamentales de esta institución humanitaria. 
En febrero del 2020 publicó un nuevo libro en alemán ("Der Poet der Stille“, Brunnen Verlag), en el que Martínez habla del arte y la fe en 26 historias muy personales.
Durante el período de inactividad teatral en 2021 debido a la pandemia, Carlos Martínez realizó un máster en Comunicación No Verbal Científica en la Universidad de Alicante. Completó este grado con una tesis de maestría sobre el lenguaje corporal en el teatro.
En el 2022, con motivo de su 40 aniversario escénico, el mimo asturiano presentó su espectáculo "Vitamimo", una vida dedicada al arte de la pantomima. El estreno mundial tuvo lugar el 7 de marzo de 2022 en el Seesichttheater de Wädenswil, Suiza.

## Espectáculos
- Mi Biblia, 1999
- Hecho a mano, 2000
- PianOmime , 2001
- Derechos Humanos, 2004
- Still und Stark, 2005
- Tiempo de celebrar, 2007
- Libros sin palabras, 2009
- Espejismo, 2012

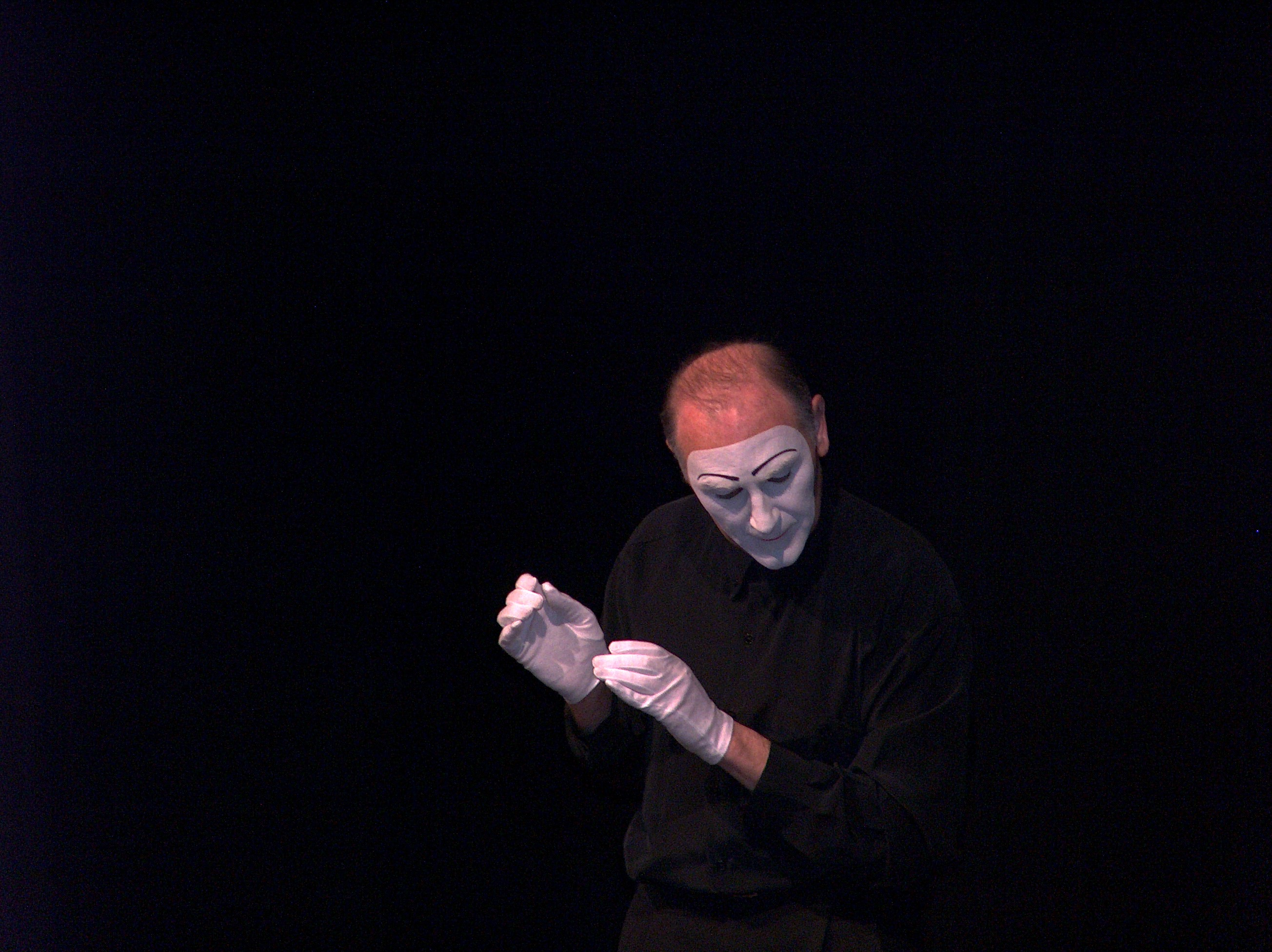
Carlos Martínez en una actuación.

- Klassisch! (con la pianista Shani Diluka), 2015  Archivado el 15 de marzo de 2017 en Wayback Machine.
- Und die Ohren werden Augen machen (con el cantautor alemán Jürgen Werth), 2019[4]
- Vitamimo, 2022 (programa de su 40 aniversario escénico; director: Robert Long)[5]

## Premios
- En reconocimiento a su trabajo como mimo, Carlos Martínez fue galardonado en el 2002 por la fundación alemana Bibel und Kultur como artista del año.[6]
- En 2005, Carlos Martínez recibió el premio de Honor del XXI Festival de Almada (Portugal), por su espectáculo titulado Hand Made (Hecho a mano).[7]
- En noviembre de 2006, la producción Human Rights (Derechos Humanos) fue nominada para el premio Adam del festival de cine Sabaoth International en Milán.
- En agosto de 2009, el espectáculo Libros sin palabras fue escogido por el público como el ganador del 5 Festival Internacional TEATROAGOSTO 2009 de Fundão, Portugal.
- Placa de la Ciudad de Amán que le fue entregada en mayo del 2014 por su Alteza Real la Princesa Muna al-Hussein de Jordania.
- Medalla de oro concedida por el Foro Europeo Cum Laude en Oviedo, en junio del 2015
- En 2018 la Organización Mundial del Mimo (World Mime Organisation), con sede en Belgrado, concedió su Premio Especial al actor Carlos Martínez por su significativa contribución al arte del mimo.

## Publicaciones
- Libro: En Silencio, 1992 (publicado en español, alemán y francés)
- Libro: Palabra de Mimo, 1995 (publicado en alemán y francés)
- DVD: My Bible (Mi Biblia), 2003
- DVD: Human Rights (Derechos Humanos), 2005
- DVD: Hand Made (Hecho a mano), 2007
- DVD: Libros sin palabras, 2012
- DVD Still My Bible, 2016
- Libro: Ungeschminkte Weisheiten,[8] 2009 (publicado en alemán)
- Libro: From the Dressing Room,[9] 2011 (publicado en inglés)
- Libro: Desde el camerino,[10][11] 2011 (publicado en español)
- Libro: Der Poet der Stille,[12] 2020 (publicado en alemán)